# Hellas Verona FC
Hellas Verona Football Club, pe scurt Verona, este un club de fotbal din Verona, Italia, care evoluează în Serie A. Echipa își susține meciurile de acasă pe Stadio Marc'Antonio Bentegodi cu o capacitate de 39.211 locuri. A fost campioană a Italiei în sezonul 1984-1985.

## Istoria

### Originile și istoria timpurie
Fondat în 1903 de un grup de elevi de liceu, clubul a fost numit \'\'Hellas\'\ "(cuvântul grecesc pentru Grecia), la cererea unui profesor clasicilor [[]].Format:Cita book într-un moment în care de fotbal s-a jucat în serios numai în orașele mari de la nord-vest din Italia, cele mai multe din Verona a fost indiferenți față de sport în creștere. Cu toate acestea, atunci când în 1906 două echipe de oraș a ales city\ Amfiteatrul Roman ca un loc de întâlnire pentru a prezenta jocul, mulțimea interes entuziasmul și mass-media a început să crească.
În timpul acestor ani prima Hellas a fost una dintre echipele de zona de trei sau patru joacă în principal la nivel municipal, în timp ce lupta împotriva orașului rivalii Bentegodi pentru a deveni tinuta de fotbal city\. Sezonului 1907-1908, Hellas a fost joc împotriva echipe regionale și o rivalitate intens cu Vicenza Calcio, care dureaza de la această zi a fost născut.
Din 1898-1926 Italian de fotbal a fost organizat în grupuri regionale. În această perioadă Hellas a fost una dintre echipele fondator al Ligii timpurie și, adesea, printre sale candidați finală top. În 1911, orașul a ajutat Hellas înlocuire câmpuri fotbal timpuriu, pietricele cu un loc adecvat. Acest lucru a permis echipei să ia parte la sale primul turneu regional, care până în 1926, a fost scena calificare pentru titlul național.
În 1919, după revenirea la activitatea după o suspendare de patru ani de concurență de fotbal toate în Italia în timpul primului război mondial echipa a fuzionat cu rivalul orașului Verona și a schimbat numele în Hellas Verona.Între 1926 și 1929 \"\'\'Campionato Nazionale\ elita ' \'\" asimilat top părți din diferite grupuri regionale și Hellas Verona s-a alăturat echipele privilegiată, încă luptat pentru a rămâne competitivă. 
Serie A, așa cum este structurat astăzi, a început în 1929, când \'\'Campionato Nazionale\'\ ' sa transformat într-o ligă profesionale. Încă, o echipa de amatori, Hellas a fuzionat cu două oraș rivali, Bentegodi și Scaligera, pentru a forma AC Verona. În speranța de a construi un concurent prima clasa pentru anii viitori noii echipe a debutat în Serie B în 1929. S-ar lua \'\'gialloblu\'\' 28 de ani pentru a obține în cele din urmă scopul lor. După prima fiind promovat Serie A pentru un singur sezon în 1957-58, în 1959 echipa a fuzionat cu un alt oraș rival (numit Hellas) și comemorat la începuturile sale, modificând numele său la Hellas Verona AC.

## Lotul actual
La 5 august 2025.
| Nr. |                  | Poziție | Jucător            |
| --- | ---------------- | ------- | ------------------ |
| 1   | Italia           | P       | Lorenzo Montipò    |
| 2   | Anglia           | F       | Daniel Oyegoke     |
| 3   | Danemarca        | F       | Martin Frese       |
| 7   | Franța           | A       | Mathis Lambourde   |
| 9   | Suedia           | A       | Amin Sarr          |
| 10  | Senegal          | M       | Cheikh Niasse      |
| 14  | Capul Verde      | A       | Dailon Livramento  |
| 18  | Maroc            | M       | Abdou Harroui      |
| 19  | Danemarca        | F       | Tobias Slotsager   |
| 20  | Cipru            | M       | Grigoris Kastanos  |
| 24  | Franța           | M       | Antoine Bernède    |
| 25  | Germania         | M       | Suat Serdar        |
| 31  | Slovacia         | M       | Tomáš Suslov       |
| 34  | Italia           | P       | Simone Perilli     |
| 35  | Columbia         | A       | Daniel Mosquera    |
| 38  | Camerun          | F       | Jackson Tchatchoua |
| 72  | Coasta de Fildeș | A       | Junior Ajayi       |

| Nr. |               | Poziție | Jucător                                         |
| --- | ------------- | ------- | ----------------------------------------------- |
| 98  | Italia        | P       | Federico Magro                                  |
|     | Italia        | P       | Mattia Chiesa                                   |
|     | Italia        | P       | Giacomo Toniolo                                 |
|     | Croația       | F       | Domagoj Bradarić                                |
|     | Italia        | F       | Nicolò Calabrese                                |
|     | Brazilia      | F       | Charlys                                         |
|     | Camerun       | F       | Enzo Ebosse (împrumutat de la Udinese)          |
|     | Italia        | F       | William Feola                                   |
|     | Spania        | F       | Unai Nuñez (împrumutat de la Celta Vigo)        |
|     | Argentina     | F       | Nicolás Valentini (împrumutat de la Fiorentina) |
|     | Spania        | M       | Yellu Santiago                                  |
|     | Țările de Jos | A       | Jayden Braaf                                    |
|     | Italia        | A       | Mattia Florio                                   |
|     | Brazilia      | A       | Giovane                                         |
|     | Sierra Leone  | A       | Yayah Kallon                                    |
|     | Italia        | A       | Kevin Lasagna                                   |
|     | Serbia        | A       | Stefan Mitrović                                 |